# Симфония № 8 (Малер)
Симфо́ния № 8 ми-бемоль мажор — произведение австрийского композитора Густава Малера. Является одним из самых масштабных симфонических произведений в мировом репертуаре. Так как исполнение симфонии требует огромных вокальных и инструментальных сил, за ней закрепилось броское название «Симфонии тысячи» (нем. Sinfonie der Tausend), или «Симфонии тысячи участников» (в действительности исполняется меньшим количеством участников), которое самого автора возмущало как рекламное. Работа была написана композитором «в едином порыве вдохновения», в то время как он находился в Мариа-Вёрте (Южная Австрия) летом 1906 года. Это последняя симфония Малера, премьера которой состоялась при его жизни, первое исполнение в Мюнхене 12 сентября 1910 года было успешным с точки зрения и критиков, и слушателей.
После трёх симфоний с вокалом (Второй, Третьей и Четвёртой) Малер написал три чисто инструментальные симфонии; в Восьмой, которую музыковеды рассматривают как апогей его симфонической эпопеи (за этим апогеем последует цикл «прощальных» симфоний), композитор вновь обратился к слову. Структура симфонии нетрадиционна — классической четырёхчастной структуре композитор предпочёл двухчастную. Первая часть написана на (латинском) тексте католического гимна Veni Creator Spiritus, а вторая — на (немецком) тексте заключительной сцены трагедии «Фауст» Гёте. Две части объединены общей идеей — искупление вины силой любви, показанной через общие музыкальные темы.
Малер сознавал исключительность своего произведения; отказавшись от пессимизма, который присутствовал в большинстве его сочинений, он представил Восьмую симфонию как выражение доверия к вечному человеческому духу. Сразу после смерти композитора произведение исполнялось относительно редко. Однако с середины XX века симфония уже регулярно исполняется в концертных залах всего мира, существуют многочисленные записи. Тем не менее критики расходятся во мнениях относительно качества самого произведения: некоторые находят её оптимизм неубедительным и считают, что по уровню художественности и музыкальности она проигрывает другим симфониям Малера. Однако она стала таким же знаменем гуманизма для XX века, каким была для своего времени Симфония № 9 Бетховена.

## История

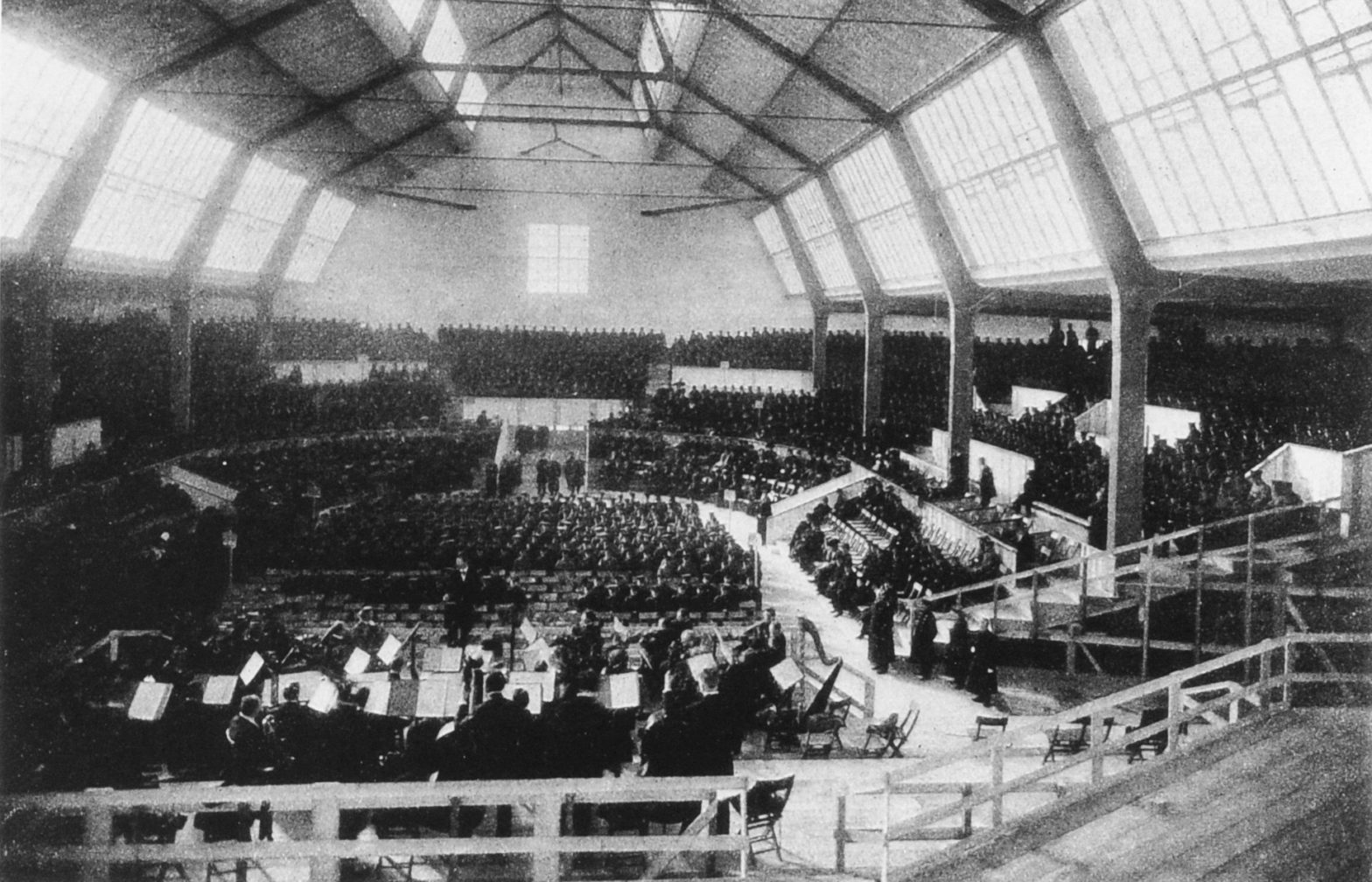
Мюнхен, сентябрь 1910 года. Генеральная репетиция мировой премьеры Восьмой симфонии Малера, Neue Musikfesthalle

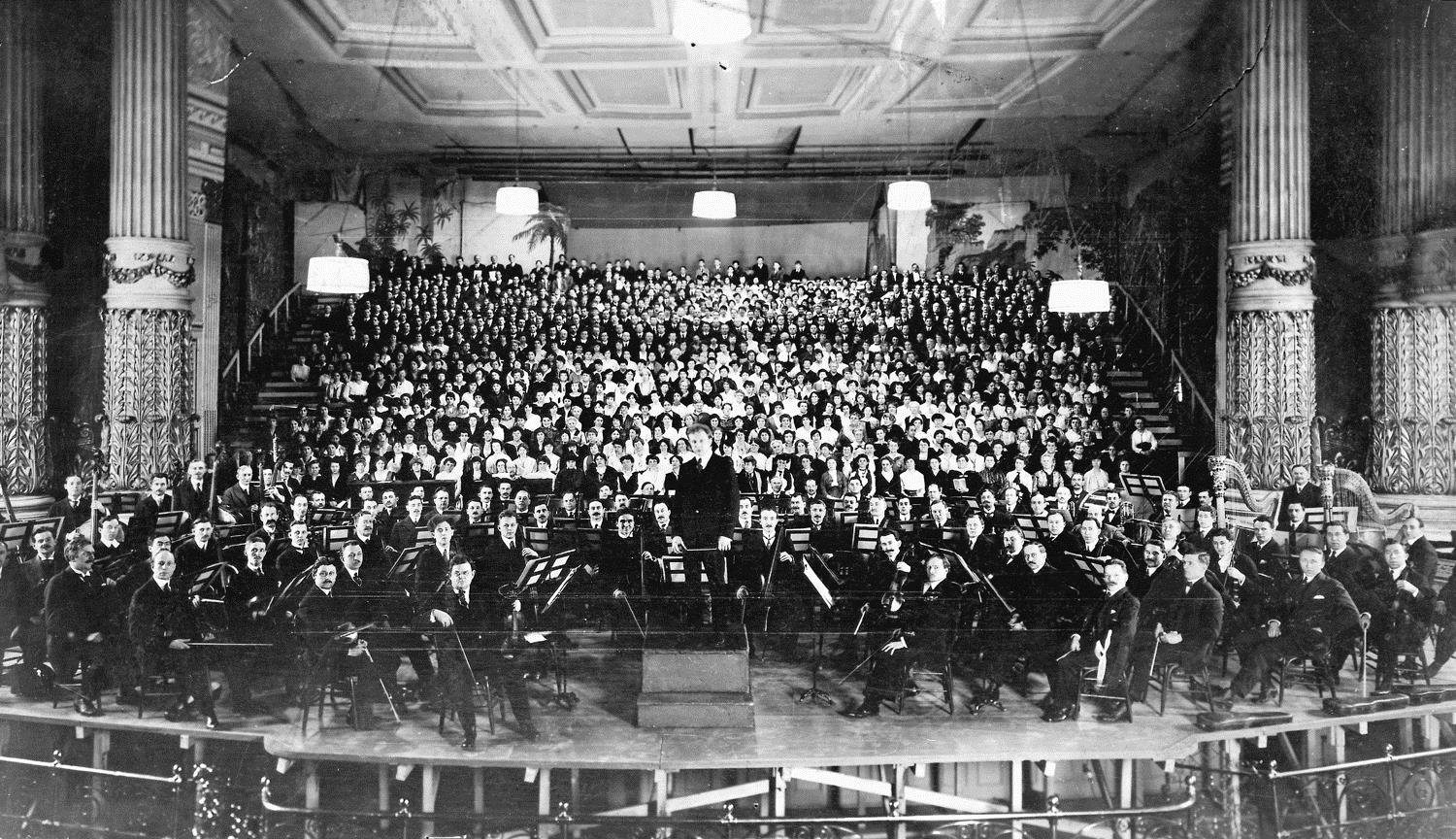
Леопольд Стоковский и 1068 музыкантов, участвовавших в американской премьере симфонии (1916)

### Начало
К лету 1906 года Малер был директором Венской оперы уже 9 лет. В течение этого времени, после закрытия театрального сезона он обычно уезжал из Вены в летнюю резиденцию, где мог посвятить себя сочинению музыки. С 1889 резиденция была расположена в Майерниге, недалеко от курортного города Мариа-Вёрт в Каринтии, на юге Австрии, где композитор построил виллу с видом на Вёртер-Зе. В этой спокойной обстановке Малер закончил Четвёртую, Пятую, Шестую и Седьмую симфонии, цикл песен на слова Рюккерта, а также цикл «Песни об умерших детях» (Kindertotenlieder).
В 1887 году на него произвел сильное впечатление цикл немецких народных поэм «Волшебный рог мальчика» (Des Knaben Wunderhorn), его отголоски в творчестве Малера слышны вплоть до 1901 года, среди прочего в таких вокально-инструментальных по своей архитектонике произведениях как Вторая, Третья и Четвёртая симфонии. Однако, начиная с 1901 года, по мере того, как для композитора начинался период творчества, ныне считающийся переходным от раннего к зрелому, музыка Малера претерпела изменения. Вместо «Волшебного рога» главным источником вдохновения для композитора все чаще становится аскетическая поэзия Фридриха Рюккерта, заменивший собой «Волшебный рог», вокально-инструментальный строй сменяется чисто инструментальным — в таком ключе были написаны Пятая, Шестая и Седьмая симфонии — по характеристике музыкального критика Дерека Кука «куда более прямолинейные и аскетичные, в которых звучание многих инструментов смыкается между собой в единый порыв, в то время как оркестровка словно бы высечена из гранита».
Малер прибыл в Майерниг в июне 1906 года с черновым вариантом Седьмой симфонии, собираясь работать над её оркестровкой, пока не появится идея нового произведения. Жена композитора, Альма Малер, в своих воспоминаниях писала, что в течение двух недель «вдохновение ускользало от него», в то время как сам Малер утверждал, что уже в первый день отпуска он почувствовал себя на подъёме и с головой погрузился в сочинение набросков Восьмой симфонии.

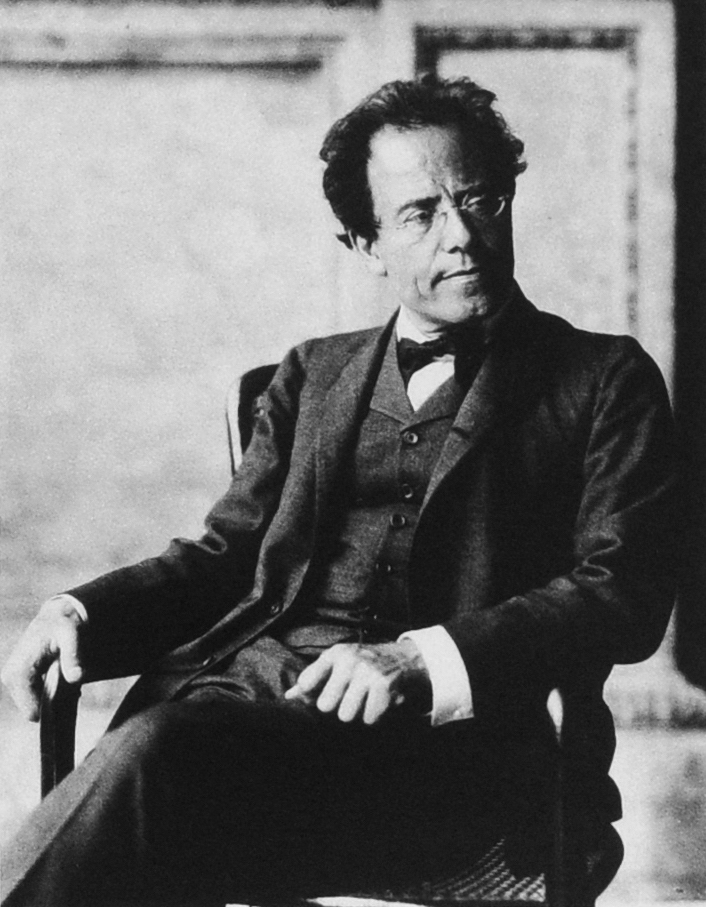
Густав Малер в 1907 году

### Написание
Две записки Малера, датированные июнем 1906 года, показывают, что композитор изначально не планировал сделать симфонию полностью хоровой, она должна была состоять из четырёх частей, в которых два «гимна» должны были выступать в качестве обрамления для двух инструментальных частей. Эти наброски показывают, что Малер решил начать симфонию с латиноязычного гимна, но не был уверен, какую форму придать остальным частям произведения. Первый вариант структуры симфонии выглядел следующим образом:
1. Гимн: Veni Creator Spiritus («Приди, о Дух животворящий»);
2. Скерцо;
3. Адажио: Каритас («Христианская любовь»);
4. Гимн: Die Geburt des Eros («Рождение Эроса»)[13].

Вторая записка включает в себя музыкальные эскизы для Приди, о Дух животворящий, а также два такта в си миноре, очевидно, связанные с Каритас. В целом, сохранена идея произведения, состоящего из четырёх частей, роль хора по-прежнему остается неопределённой:
1. Veni Creator Spiritus;
2. Каритас;
3. Weihnachtspiele mit dem Kindlein («Рождественские игры с ребёнком»);
4. Schöpfung durch Eros. Hymne[13].

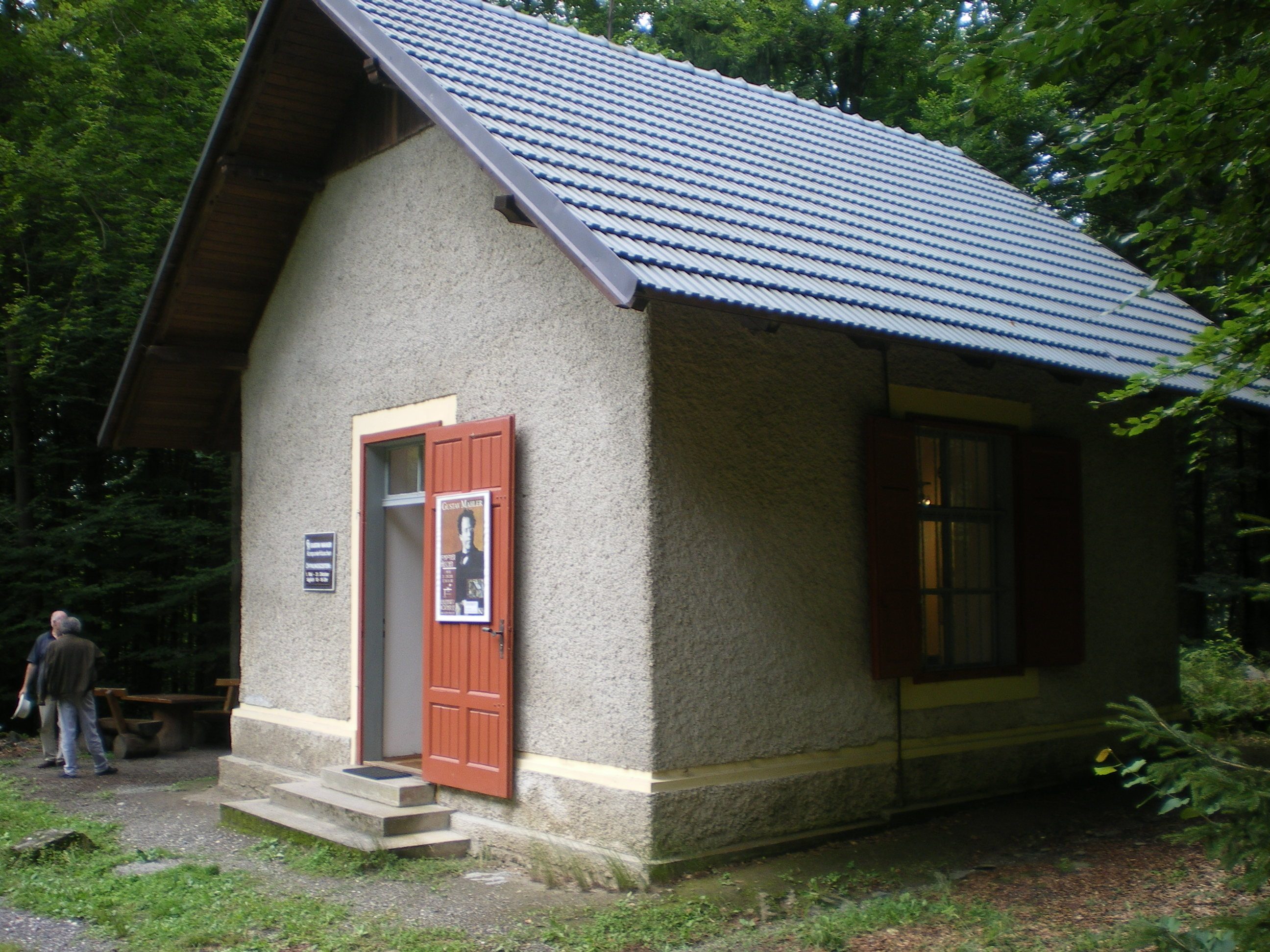
Дом Малера, где летом 1906 года была написана Восьмая симфония

Если верить позднейшим воспоминаниям самого Малера, идея четырёхчастной структуры просуществовала недолго: в скором времени три последние части сменились одной, драматической кантатой, основанной на заключительной сцене второй части «Фауста» Гёте — описании идеала искупления через вечную женственность (das Ewige-Weibliche). Малер давно вынашивал идею сопроводить окончание «Фауста» музыкой, но, по его словам, «сделать это совершенно иначе, чем другие композиторы, которые сделали это слишком беспомощно и слащаво». Его биограф, Рихард Шпехт, в своих записях указал на то, что Малер не упоминал первоначальный четырёхчастный план. Он говорил Рихарду, что вначале словно сам собой сложился воедино Приди, о Дух животворящий он внезапно увидел завершённую работу: «Всё произведение целиком вдруг встало перед глазами, и нужно было лишь записать его, словно под диктовку».
Симфония была завершена в рекордные сроки — всего лишь за несколько недель лета 1906 года. В середине августа она была уже практически закончена, при том что был вынужден на неделю отлучится, чтобы принять участие в Зальцбургском фестивале. Малер начал писать гимн Приди, о Дух животворящий, не дождавшись даже текста, который ему должны были прислать из Вены. Когда же тот наконец прибыл, то, по свидетельству Анны Малер, идеально лег на уже написанную музыку: в частности, композитор интуитивно использовал размер, в точности соответствующий гимнической строфе. Хотя уже написанная основа ещё понемногу правилась и дополнялась, на данный момент не существует убедительных доказательств того, что произведение кардинально переписывалось, как это было с ранними симфониями Малера.
У Малера не было никаких сомнений насчёт новаторского характера произведения. Он утверждал, что все его прежние симфонии были не более, чем прелюдиями к Восьмой. «Представьте себе, что Вселенная начинает звучать и звенеть. Нет человеческих голосов, а кружатся планеты и солнца». Это был его «дар нации…благая весть».

### Инструментальная и вокальная проработка

#### Оркестр
Симфония написана для пятерного состава оркестра. В соответствии с идеей Малера о «новой симфонической Вселенной», она является синтезом симфонии, кантаты, оратории, мотета, лида и других стилей. Анри-Луи де Лагранж писал: «Для того, чтобы выразить столь космическую идею, необходимо было выйти за рамки всех уже известных пределов и размеров». Однако для исполнения этой симфонии не требуется столь огромного оркестра, как, например, для кантаты Gurre-Lieder Арнольда Шёнберга, завершённой в 1911 году. Партия деревянных духовых инструментов Восьмой симфонии включает в себя: четыре флейты, две флейты-пикколо (одна из них дублирует пятую флейту), четыре гобоя, английский рожок, три кларнета, два малых кларнета, бас-кларнет, четыре фагота и контрафагот. Из медных духовых присутствуют восемь валторн, четыре трубы, четыре тромбона, туба и «отдельный» ансамбль из четырёх труб (иногда вместо одного солирующего трубача вводится двое) и трёх тромбонов. Ударная секция состоит из двух комплектов литавр, тарелок, большого барабана, тамтама, треугольника и трубчатых колокольчиков. Во время одной из финальных репетиций Малер также добавил металлофон. Оркестр также включает в себя орган, фисгармонию, фортепиано (также добавленное во время репетиции), две арфы (при том что в идеальном варианте их должно быть четыре), челесту и мандолину (но опять же, в идеальном варианте несколько мандолин). К тому же, Малер рекомендовал при исполнении симфонии в очень больших залах вместо одного солиста в каждой группе деревянных духовых назначать двое, и также увеличивать количество музыкантов, играющих на струнных инструментах.

#### Хор и вокал

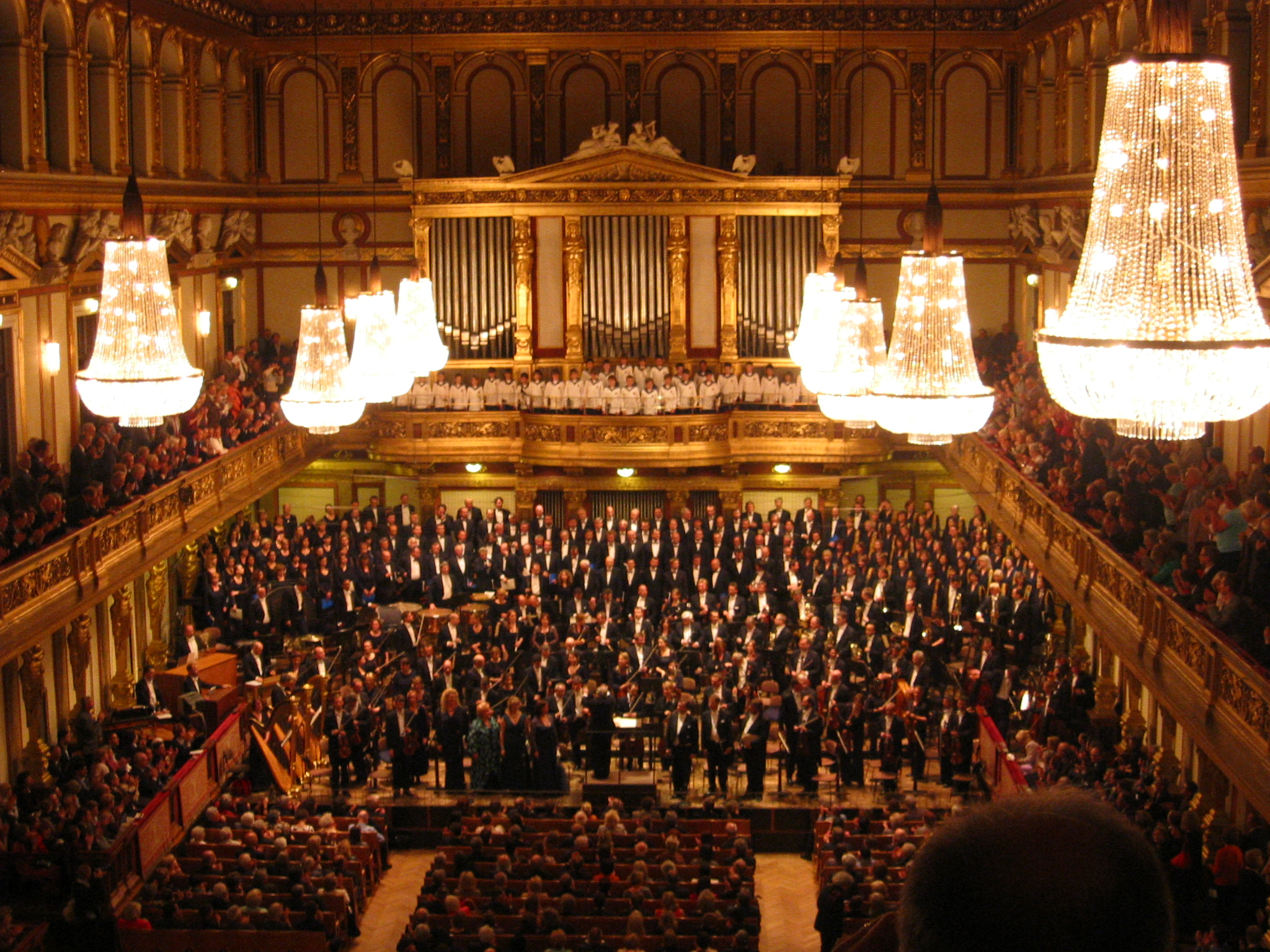
Венский хор мальчиков — Wiener Singverein — Словенский филармонический оркестр — Берлинская государственная капелла — Пьер Булез в Винер Музи́кфера́йн (2009)

Хоровой и вокальный сегменты состоят из двух SATB-хоров, детского хора и восьми солистов: три сопрано, два альта, тенора, баритона и баса. Во второй части солисты исполняют драматические роли, как то требует от них сцена из Гёте, распределение ролей показано в приведённой ниже таблице:
| Голос          | Роль                                           | Первый исполнитель, 12 сентября 1910 |
| -------------- | ---------------------------------------------- | ------------------------------------ |
| Первое сопрано | Magna Peccatrix (грешница)                     | Гертруда Фёрштель (Виенна)           |
| Второе сопрано | Una poenitentium (ранее известная как Гретхен) | Марта Винтерниц-Дорда (Гамбург)      |
| Третье сопрано | Mater Gloriosa (Дева Мария)                    | Емма Белльвидт (Франкфурт)           |
| Первый альт    | Mulier Samaritana (самаритянка)                | Оттили Мецгер (Гамбург)              |
| Второй альт    | Мария Египетская                               | Анне Эрлер-Шнаудт (Мюнхен)           |
| Тенор          | Doctor Marianus                                | Феликс Зензиус (Берлин)              |
| Баритон        | Pater Ecstaticus                               | Никола Гайсе-Винкель (Висбаден)      |
| Бас            | Pater Profundus                                | Михаэль Майер (Виенна)               |

Анри-Луи де Ла Гранж обращает внимание на высокую тесситуру для сопрано, солистов и хоровых певцов. Он характеризует соло альта, как краткое и ничем не примечательное, однако, роль тенора во второй части является обширной и технически сложной, в нескольких случаях голос солиста должен перекрывать собой пение хора. Широкие мелодические скачки у Патера Профундуса также требуют филигранной техники исполнения.

### Первое исполнение и дальнейшая судьба

#### Премьера

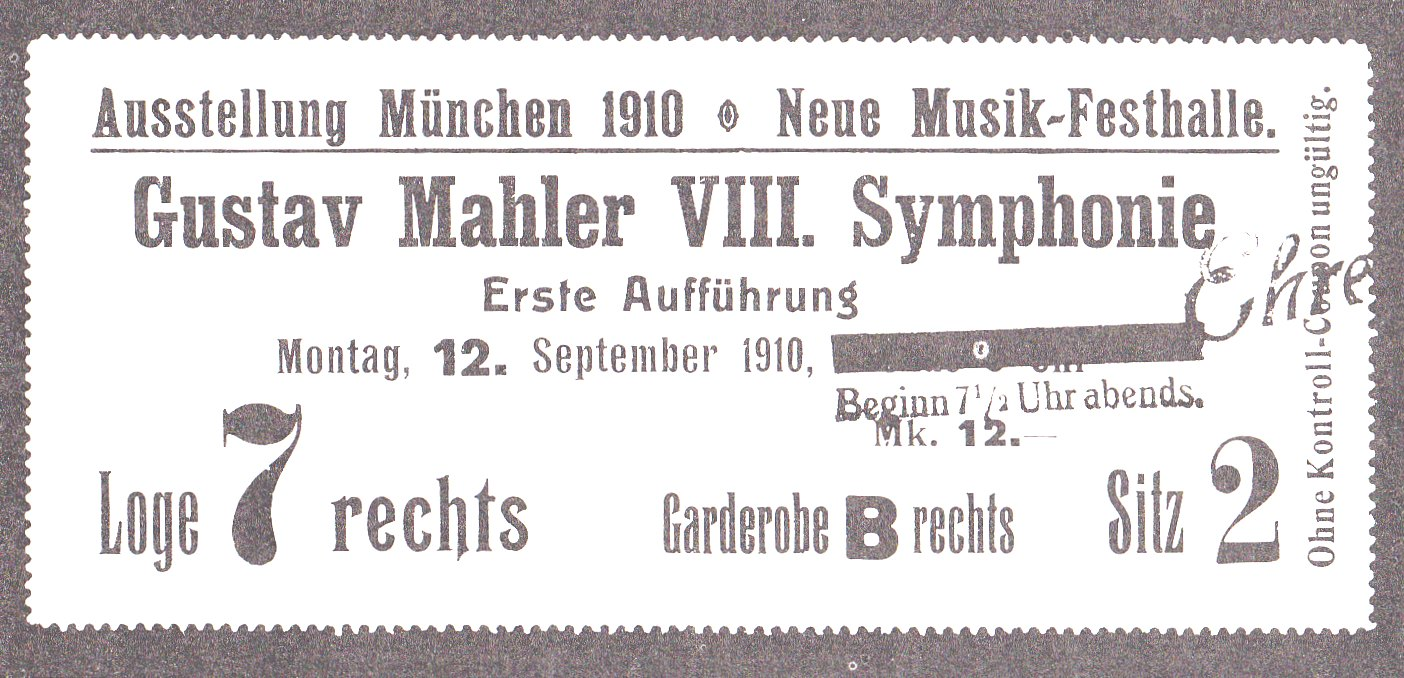
Билет на премьеру Восьмой симфонии, Мюнхен, 12 сентября 1910 года

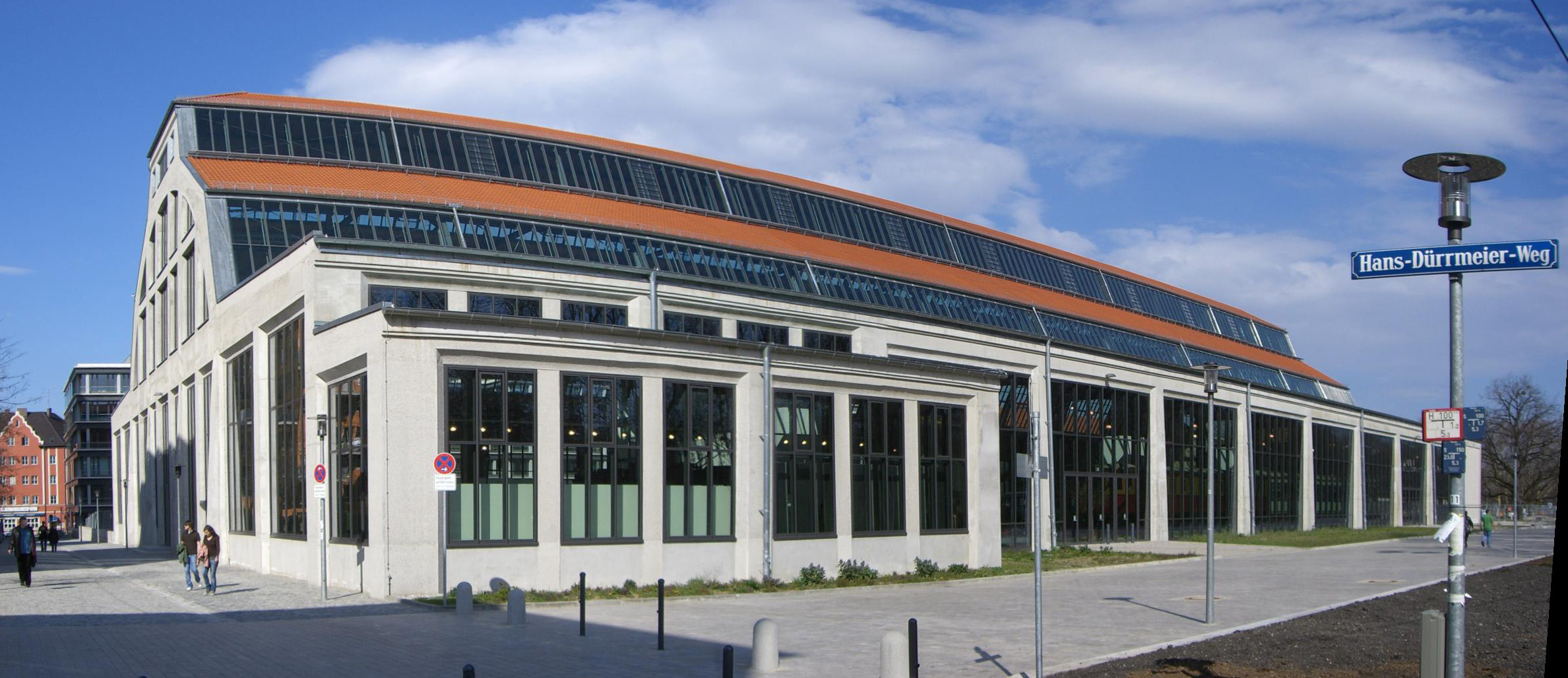
Neue Musik-Festhalle, место премьеры, ныне — филиал центра Немецкого музея. Здание не использовалось до 100-летнего юбилея в октябре 2010 года, в связи с проблемами транспортного перевоза музейных экспонатов

Малер поручил организацию премьеры симфонии импресарио Эмилю Гутману, в качестве места определён был Мюнхен, временем выбрана осень 1910 года. Однако в скором времени Малер пожалел об этом решении, написав, что опасается как бы Гутман не превратил премьеру симфонии «в аляповатое цирковое представление во вкусе Барнума и Бейли». Подготовка началась в начале года с выбора хоров в Мюнхене, Лейпциге и Вене. Для детского хора Мюнхенская вокальная школа Zentral-Singschule предоставила 350 учеников. Бруно Вальтер взял на себе ответственность за отбор и подготовку восьми солистов. Весной и летом 1910 года солисты и хор готовились порознь, каждый в своём городе и наконец, в начале сентября, все собрались на три дня в Мюнхене для генеральных репетиций, которые шли под руководством самого композитора. Молодой ассистент Малера, Отто Клемперер, позже обратил внимание на маленькие поправки, которые Малер внёс во время репетиций: «Он пытался добиться высочайшей чистоты звучания и максимально выразить контрасты. Однажды во время репетиции он повернулся к нам и сказал: „Если после моей смерти что-то будет звучать не так, внесите свои изменения… Вы не только имеете право, вы просто обязаны это сделать“».
Для премьеры, назначенной на 12 сентября, Гутман выбрал огромный концертный зал Neue Musik-Festhalle в Мюнхене. Чтобы возбудить любопытство публики и тем самым умножить количество проданных билетов, он дал произведению звучное имя «Симфонии для тысячи исполнителей», охотно подхваченное публикой и так и оставшееся в истории, несмотря на то, что сам композитор был не слишком доволен этим рекламным трюком. На премьере присутствовали многие знаменитости, в том числе композиторы Рихард Штраус, Камиль Сен-Санс, Антон Веберн; писатели Томас Манн, Стефан Цвейг и Артур Шницлер, театральный режиссёр Макс Рейнхгардт. Кроме того, в зале находился 28-летний британский дирижёр Леопольд Стоковский, который шесть лет спустя впервые дирижировал исполнением Восьмой симфонии в США.
Премьеры более ранних произведений Малера не имели большого успеха, однако премьеру Восьмой симфонии публика встретила очень горячо. После того, как смолкли последние аккорды, воцарилась тишина, однако через несколько секунд зал взорвался овациями, которые продолжались в течение двадцати минут. Вернувшись в отель, Малер получил письмо от Томаса Манна, в котором тот говорил о композиторе, как о «человеке, выразившем, по моему уразумению, искусство нашего времени в самых глубоких и священных формах».
Продолжительность симфонии во время первого исполнения, 85 минут, была зафиксирована критиком Юлиусом Корнгольдом. Это исполнение стало последним, в котором композитор принял непосредственное участие — через восемь месяцев после своего триумфа в Мюнхене он умер в 50-летнем возрасте. Его последние завершённые сочинения — «Песнь о земле» и Девятая симфония — были исполнены Бруно Вальтером уже после его кончины.

#### Последующие исполнения

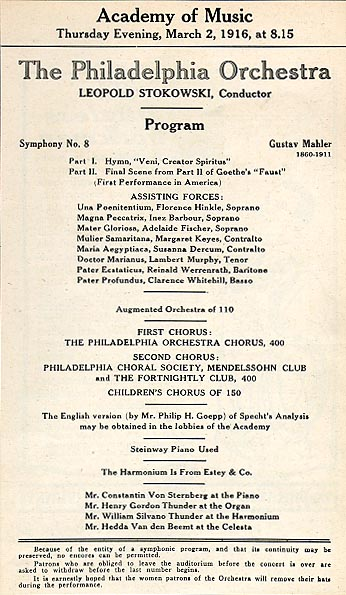
Программа американской премьеры Восьмой симфонии Малера, Филадельфия, март 1916 года

На следующий день после премьеры Малер дирижировал оркестром и хором во время повторного исполнения. В течение последующих трёх лет по расчётам друга Малера Гвидо Адлера Восьмая симфония исполнялась ещё около двадцати раз по всей Европе. В числе исполнений — голландская премьера в Амстердаме под руководством Виллема Менгельберга 12 марта 1912 года, и первая премьера в Праге, состоявшая 20 марта 1912 года под руководством Александра фон Цемлинского, бывшего коллеги Малера по Венской опере. В самой Вене произведение было исполнено только в 1918 году. В США Леопольд Стоковский не без труда сумел договориться с руководством Филадельфийского оркестра о финансировании американской премьеры, которая состоялась 2 марта 1916 года. Премьера прошла с успехом: произведение ещё несколько раз было исполнено в Филадельфии, после чего оркестр и хор отправились в Нью-Йорк, где в Метрополитен-опере Симфонию № 8 ждал не меньший успех.
На малеровском фестивале в Амстердаме в мае 1920 года оркестр Консертгебау под руководством Менгельбера дал девять концертов, в которых исполнены были все завершенные симфонии и вокальные циклы Густава Малера. Музыкальный критик Самюэль Лэнгфорд, побывавший на фестивале отмечал что «Менгельбер несколько перекормил несчастный Амстердам малеровской музыкой, с завидным упорством отодвигая остальных композиторов на второй план, но тот же Менгельберг заслуживает наивысшей оценки своему мастерству, и надо сказать, что ему действительно удалось внушить нам, что Малер является большим композитором, с произведениями которого нужно ознакомиться обязательно». Австрийский музыкальный историк Оскар Бие после фестиваля писал, что Восьмая была «скорее эффектна чем содержательна и куда интересней в плане вокальной техники, чем в эмоциональном наполнении». Тот же Лэнгфорд отметил, что «Малер не произвел на англичан особого впечатления», поэтому в Великобритании произведение не исполнялось до 15 апреля 1930 года, когда Генри Вуд представил её с Симфоническим оркестром Би-би-си. Восемь лет спустя тот же оркестр вновь исполнил Симфонию № 8, в зале среди прочих находился Бенджамин Бриттен. Притом, что само произведение ему понравилось, исполнение он нашёл «отвратительным».
Несколько лет спустя после Второй мировой войны Симфония № 8 исполнялась много раз, в том числе под руководством Адриано Боулта в Альберт-холле 10 февраля 1949 года; под руководством Кадзуо Ямада во время японской премьеры в Токио (декабрь 1949 года); и под руководством Юджина Эйнсли Гуссенса во время австралийской премьеры 1951 года. Во время премьеры в Карнеги Холле под руководством Стоковского в 1950 году, была сделана её первая полная аудиозапись. После 1950 года симфония стала исполняться всё чаще, что свидетельствовало о росте популярности, однако не все критики относились к произведению благосклонно. Теодор Адорно объявил эту наиболее жизнеутверждающую из малеровских симфоний беспомощной и слабой с точки зрения музыкальной техники, худшей композиторской неудачей Малера, «большой символической пустышкой». Композитор и музыкальный критик Роберт Симпсон, горячий поклонник Малера, нашёл, что вторая часть его работы обрушивает на слушателя «лавину оголтелой безвкусицы.». Биограф Малера, Джонатан Карр, отметил, что симфония слишком «однообразна и скучна», ей не хватает напряжённости и силы, характерной для остальных работ композитора. С другой стороны, Дерик Кук сравнивает симфонию № 8 с Девятой симфонией Бетховена. Для Кука произведение является «хоровой симфонией двадцатого века, как прежде Бетховен, но другим языком и другими средствами; она являет нам идеал (искупления), от которого мы ещё бесконечно далеки, и быть может, продолжаем отдаляться, но в то же время отказаться от его достижения равносильно гибели».
В конце XX века и в начале XXI-го Восьмая симфония была исполнена во всех частях света, круг замкнулся в октябре 2002 года в Пекине, когда Китайский филармонический оркестр под руководством Ю Лонга первый раз исполнил симфонию в Китайской Народной Республике. Сиднейский олимпийский фестиваль был открыт Восьмой симфонией, исполненной Сиднейским симфоническим оркестром под руководством Эдо де Ваарта. Популярность симфонии и торжественная сила её звучания привели к тому что Симфонию № 8 стали особенно охотно включать в программу всякого рода юбилейных мероприятий: в частности, 15 марта 2008 года Йоав Талми руководил 200 музыкантами и хором из 800 вокалистов во время исполнения произведения в Квебеке, по случаю 400-летия со дня основания города. В Лондоне 16 июля 2010 года открытие концерта BBC Proms по случаю 150-летия со дня рождения Малера началось с Восьмой симфонии, исполненной симфоническим оркестром BBC. Это исполнение было восьмым в истории BBC Proms.
3 июля 2011 года Симфония № 8 прозвучала в исполнении коллектива из порядка 1 100 человек (21 хоров из Словении и Хорватии, Словенского и Загребского симфонических оркестров) под открытым небом, на переоборудованной для того Конгресни трге (Площади Конгресса) в Любляне на церемонии открытия 59-го Люблянского фестиваля. На следующий вечер Симфонию повторили ещё раз в помещении дворца спорта Arena Zagreb. Оба концерта были приурочены к 20-летнему юбилею провозглашения независимости Словении и Хорватии. В столице Казахстана Астане 21 июля в рамках Международной выставки ЭКСПО 2017 под руководством дирижёра Алана Бурибаева 1200 музыкантами была исполнена Восьмая симфония Малера, в состав вошли музыкальные коллективы Казахстана и Италии.

## Анализ

### Структура и форма
Восьмая симфония парадоксально соединяет в себе текст средневекового христианского гимна Veni Creator Spiritus с текстом светского произведения — поэмы «Фауст» И. В. Гёте. Несмотря на то, что с первого взгляда подобное соединение кажется невозможным, симфония в целом посвящена выражению единственной мысли — об искуплении вины силой любви. Выбор обоих текстов не был случайным — Гёте являлся самым любимым поэтом Малера, и в то же время Гёте считал, что в Veni Creator Spiritus воплощены аспекты его собственной философии, и перевёл текст на немецкий язык в 1820 году. Однажды вдохновившись гимном Veni Creator Spiritus, Малер вспомнил о поэме «Фауст», и увидел в ней идеальное продолжение. Единство между двумя частями прослеживается музыкально и по тематическому материалу. В частности, первые ноты Veni Creator Spiritus — ми-бемоль→си-бемоль→ля — создают доминанту в каждой из частей; кульминация же всей симфонии — стихи Гёте, прославляющие Вечную Женственность, построена в форме религиозного хорала.
Во время работы над симфонией, Малер сознательно отказался от использования новейших для его времени тональных элементов, которые появились в его последних работах.
Ключевой особенностью симфонии является необычайная стабильность звучания — с какой бы частотой не менялась тональность, для произведения в целом основной является ми-бемоль мажор, к которому её мелодия с неизменностью тяготеет. Это первая из его работ, в которых личные пристрастия композитора, хорошо знакомые по прошлым его работам (пение птиц, военные марши, австрийские танцы) почти полностью отсутствуют. Вместо силы и мощи, которую на слушателя должны были обрушить огромный оркестр и хор, симфония, по словам музыкального критика Майкла Кеннеди «в самой сути своей представляется не лавиной звуков, но игрой нежных, перекликающихся друг с другом полутонов, и все пропитывающей лучезарной чистоты звучания».
Первую часть большинство современных комментаторов охарактеризовали, как произведение сонатной формы, которая была распознана ранними аналитиками. Структуру второй части труднее определить, поскольку она является смесью многих жанров. Аналитики, в том числе Шпехт, Кук и Пауль Беккер, разделили произведение на адажио, скерцо и финал в рамках общей схемы второй части, хотя другие, в том числе Анри-Луи де Лагранж и Дональд Митчелл не поддерживали такое разделение. Музыковед Ортрун Ландманн предположила, что формальная схема второй части, после оркестрового вступления — это сонатный план без репризы, состоящий из экспозиции, разработки и заключения.

### Часть I:Veni creator spiritus

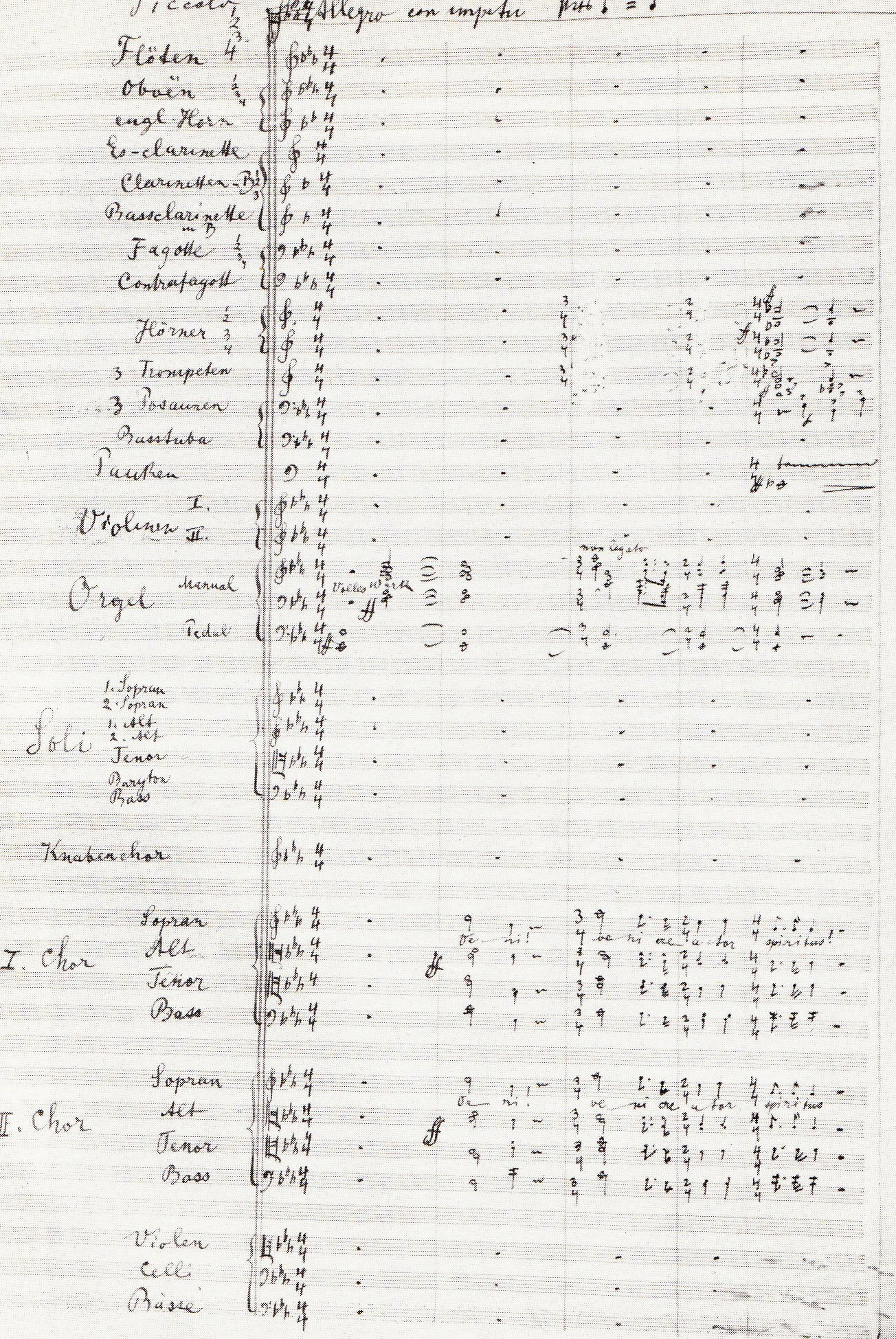
Рукописный вариант первой части Восьмой симфонии

Митчелл полагает что первая часть более всего напоминает по форме большой мотет, и утверждает, что ключом к её пониманию является попытка Малера подражать полифонии Баха, в частности Singet DEM Неггп Ein Neues Lied («Пойте Господу новую песню»). Симфония начинается с одного тонического аккорда в ми-бемоль мажоре, звучащего на органе, который сменяет фортиссимо огромных хоров: «Veni, veni creator spiritus».

 Тромбоны и трубы подхватывают основной мотив темы, доминантой которой является трезвучие ми-бемоль→си-бемоль→ля, проходящей через все произведение до самого конца.

 По окончании речитативного вступления, два хора вступают между собой в песенный диалог, который заканчивается коротким переходом к расширенному лирическому пассажу «Imple superna gratia», призыву к милости Господней.

 В пение хора вплетается сольное сопрано (составляющее по выражению музыкального критика Кеннеди «отпечаток, наложенный на старинную форму композитором, родившемся в XX веке»), ведущее лирическую тему. Вскоре к одиночному женскому голосу присоединяются и другие сольные исполнители и тема достигает своего максимума, в то время как к ним присоединяется торжественное звучание хоров — и наконец, в ля-мажорном эпизоде, голоса солистов сливаются воедино с пением хора.
В следующем разделе «Infirma nostri corporis/virtute firmans perpeti» («И слабые наши тела черпают силу в извечной силе твоей»), тоника, ми-бемоль, возвращается с вариациями на начальную тему. Раздел прерывается краткими оркестровыми интерлюдиями, в которых звучат низкие тона колоколов, вплетая в музыкальное полотно сумрачные мотивы. Это новое настроение, в котором слышится сомнение и неуверенность, ведётся посредством темы «Infirma Nostri Corporis», на этот раз без хора, в ре-минорной тональности. Этот эпизод сменяется переходной темой, которая предваряет собой «ошеломляющий своей мощью всплеск мажора», в котором огромные хоры возвещают «Accende lumen sensibus» («К свету обрати душевные порывы наши»). Пение взрослых сменяет детский хор, звучащий приподнято и радостно, в то время как возрастает темп и усиливается эмоциональная составляющая основной мелодии. Это отрывок большой сложности, в виде двойной фуги в котором получают дальнейшее развитие многие из мотивов предыдущей темы, с постоянными изменениями в тональности. Все голоса сливаются вновь, повторяя раздел «Veni creator spiritus» в несколько сокращённом виде. Умиротворяющая реприза сменяется оркестровой кодой вслед за которой детский хор возглашает «Gloria sit Patri Domino» («Да будет славен Бог Отец»). После этого музыка движется стремительно и мощно к своей кульминации, в которой вновь заявляет о себе тема «Accende», в то время как все голоса в сопровождении оркестра завершают эту часть торжествующим финалом.

### Часть II: Заключительная сцена из «Фауста» Гёте
Во второй части симфонии следует рассказ о заключительном этапе в поэме Гёте — путешествии души Фауста, спасённой из лап Мефистофеля, о её окончательном вознесении к небесам. По предположению Ландманн, сонатная структура этой части распадается на пять разделов, которые он определяет как музыкальную экспозицию, основных эпизода, из неё развивающихся, и наконец финал.

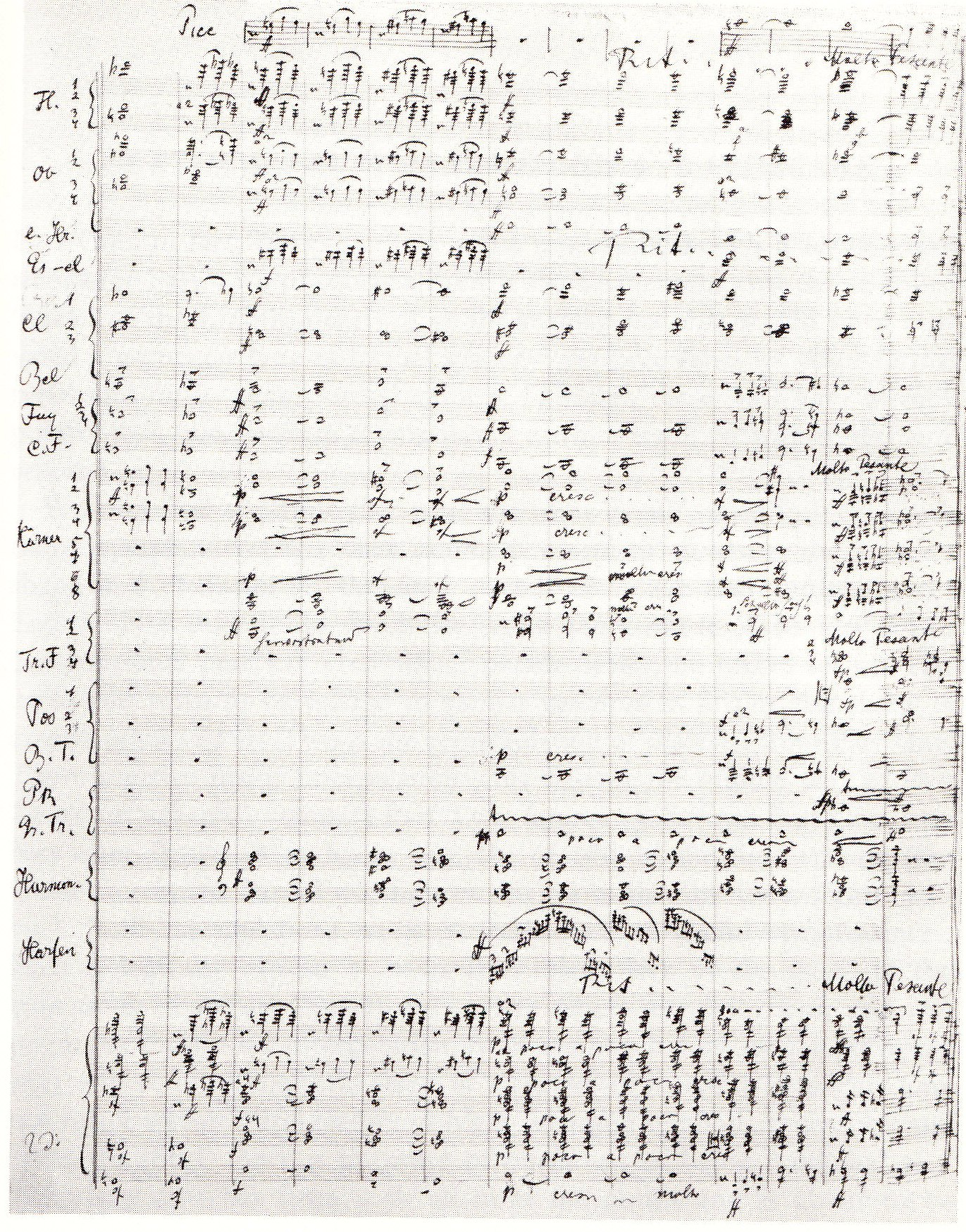
Рукописный вариант припева, который является торжественным заключением Восьмой симфонии

Длинная оркестровая прелюдия (166 тактов) в ми-бемоль миноре в форме оперной увертюры предваряет часть будущих тем, которые в своей окончательной форме предстанут в основной части произведения. Мелодия эспозиции начинается едва слышно; действие разворачивается в скалистых, покрытым лесом горах, где нашли для себя убежище отшельники, голоса которых звучат в тихом пении хора, сопровождаемые шёпотом и эхом. Пение хора сменяет торжественный баритон Патера Экстатикуса, заканчивающий на проникновенной ноте, в то время минорная тональность сменяется мажорной, и оркестровые трубы возвращаются вновь к теме «Accende», пришедшей из первой части. Всё это сопровождается драматической арией баса, голосом Патера Профундуса, который заканчивает свою арию на лирической ноте, моля о божьем милосердии для своего смятенного духа. Повторяющиеся аккорды в этом разделе напоминают собой Парсифаль Рихарда Вагнера. Гнетущее настроение начала сменяется приподнято-радостным со вступлением хора ангелов и безгрешных мальчиков (женские и детские хоры), в сопровождении которых возносится в рай душа Фауста; иногда полагается, что мелодия этой темы представляет собой часть скерцо «Рождественские игры с ребёнком» из начатой и затем оставленной автором первоначальной четырёхчастной структуры. Торжествующее звучание голосов и оркестра, сопровождается торжествующими криками «Auf Jauchzet!» («Радуйся!»). Экспозиция заканчивается постлюдией, в которой вновь звучит музыкальная тема «Infirma Nostri Corporis», из первой части произведения.
Первая основная часть начинается с того, что женский хор (младшие ангелы) поёт о «счастливых безгрешных детях», несущих к небу душу Фауста. Безгрешные мальчики с радостью принимают душу, к их голосам присоединяется доктор Мариан (тенор), пение которого сменяется торжественным пэаном возглашающим хвалу Mater Gloriosa, «Матери Благословенной», царице и повелительнице мира. Ария сменяется пением мужского хора, эхом повторяющего слова солиста, на фоне оркестрового тремоло альта. Анри-Луи де Лагранж описал переход, как «потрясающий до глубины души».
Вторая часть знаменуется вступлением голоса Девы Марии («Матери Благословенной»), ведущей свою партию в ми-бемоль мажоре, на устойчивом аккорде, причём её голосу аккомпанирует исполняемое на арфе энергичное арпеджио на фоне тихого звучания скрипок, которую Ла Грандж называет «темой любви», её голос сменяют мольбы Великой Грешницы, Марии Египетской и Самаритянки. В этих ариях «тема любви» получает своё окончательное завершение, с нею же вместе завершается тема «скерцо», впервые прозвучавшая в пении ангельского хора. Эти два мотива являются основными в звучании женского трио, к пению которого присоединяется в своих мольбах к Матери Гретхен, четвёртая кающаяся, бывшей при жизни возлюбленной Фауста. Мольбу Гретхен сменяет соло «Лучезарная красота», атмосфера которого, по словам Кеннеди, вся напоена благоговением. Ария Матери Благословенной состоит не более чем из двух стихотворных строк, в которых она, снизойдя к мольбе Гретхен, позволяет ей вознести душу Фауста на небеса. Эта часть написана в основной тональности, ми-бемоль мажоре, характерной для начальной части произведения.

Заключительный эпизод основной части, представляет собой торжественный гимн — соло тенора в сопровождении хора, в котором доктор Мариан призывает кающихся «обратить взгляд свой к небесам».

 Затем следует краткий оркестровый проход, исполняемый несколько неожиданной камерной группой, состоящий из пикколо, флейты, фисгармонии, челесты, фортепиано, арфы и струнного квартета. Это является переходом к финалу, Chorus Mysticus («Мистическому хору»), который начинается в ми-бемоль мажоре почти незаметно (Малер в этом месте отметил в партитуре «словно дыхание»).

 Звук усиливается в постепенном крещендо, когда солисты попеременно сопровождают пение хора или контрастируют с ним. В приближении к кульминации вновь заявляют о себе тема любви, песня Гретхен, Accende из первой части. Торжественное звучание хора возглашает хвалу «Вечной Женственности, возносящей дух наш к небесам» и вновь звучание медных духовых подспудно повторяет тему Veni creator, торжественно завершающей симфонию.

## Публикации
В настоящее время известен только один экземпляр записи, выполненный рукой автора. Бывший когда-то собственностью Анны Малер, он находится сейчас в мюнхенской Bayerische Staatsbibliothek. В 1906 году Малер подписал контракт с венской издательской фирмой Universal Edition (UE), которая таким образом стала основным издателем всех его работ. Полная оркестровая партитура Восьмой симфонии была опубликована UE в 1912 году. Русская версия, опубликованная в Москве издательством «Музыка» в 1976 году, была переиздана в Соединённых Штатах фирмой Dover Publications в 1989 году, с английским текстом и подстрочными комментариями. Международное общество Густава Малера, основанное в 1955 году, издаёт полное собрание сочинений композитора. На 2010 год научно выверенное издание Восьмой симфонии продолжает оставаться делом будущего.

## Записи
Симфония № 8 была записана в 1948 году Симфоническим оркестром Би-би-си под управлением Адриана Боулта, однако издание её задержалось вплоть до 2009 года, когда оно вышло в формате MP3. Первая полная грамзапись симфонии № 8 была осуществлена во время исполнения её Нью-Йоркским филармоническим оркестром и хором, под управлением Леопольда Стоковского в Карнеги-Холле, 9 апреля 1950 года. Двумя годами ранее, в июле 1948 года, Юджин Орманди записал «Veni creator spiritus» в помещении амфитеатра Hollywood Bowl. На более позднее время приходится ещё около 70 записей симфонии, которые были сделаны многими ведущими оркестрами мира и исполнителями, в основном во время концертных выступлений.

### Комментарии
1. ↑  Главным дирижёром театра Малер стал в апреле 1897 года и сменил Вильгельма Яна на посту директора в октябре того же года[4].
2. ↑  В «Фауст в музыке» (Питтсбургский Университет, 1916) насчитывается около десятка примеров музыкального «Фауста», в том числе, написанных хорошо известными композиторами: Гуно, Шпором, Берлиозом. Произведение Малера не упоминается.
3. ↑  На самом деле он не был уверен, что в мюнхенской премьере приняли участие более тысячи исполнителей. Анри-Луи де Ла Гранж перечисляет хор из 850 участников (в том числе 350 детей), 157 инструменталистов и восьми солистов[25].
4. ↑  Издатель симфонии, Universal Edition, указал продолжительность в 90 минут[23], так же как и биограф Малера, Курт Блаукфорт[33]. Критик Майкл Кеннеди, однако, указал продолжительность в 77 минут[34].
5. ↑  Английские цитаты из Veni creator взяты из перевода Кука, pp. 94–95.
6. ↑  Цитаты из Фауста основаны на переводе Дэвида Дюкю, опубликованном в 1994 году Oxford University Press, и используемым Анри-Луи де Лагранжем, pp. 896–904.

## Интернет-ресурсы
- Anderson, Colin. Sir Adrian Boult: Mahler's Symphony No. 8. Music Preserved (2009). Дата обращения: 8 мая 2010. Архивировано 13 мая 2012 года.
- Blaukopf, Kurt. Gustav Mahler (неопр.). — Harmondsworth, UK: Futura Publications Ltd, 1974. — ISBN 0-8600-7034-4.
- Carr, Jonathan[англ.]. Mahler: A Biography (неопр.). — Woodstock, NY: The Overlook Press[англ.], 1998. — ISBN 0-87951-802-2.
- Chasins, Abram[англ.]. Stokowski's Legend – from Mickey Mouse to Mahler (англ.) // The New York Times : newspaper. — 1982. — 18 April.
- Cooke, Deryck[англ.]. Gustav Mahler: An Introduction to his Music (англ.). — London: Faber Music[англ.], 1980. — ISBN 0-571-10087-2.
- De La Grange, Henry-Louis. Gustav Mahler Volume 3: Vienna: Triumph and Disillusion (1904–1907) (англ.). — Oxford, UK: Oxford University Press, 2000. — ISBN 0-193-15160-X.
- Franklin, Peter. Mahler, Gustav. Oxford Music Online (2007). Дата обращения: 21 февраля 2010. Архивировано из оригинала 22 июля 2012 года. (4. Prague 1885-86 and Leipzig 1886-88)
- Gibbs, Christopher H. Gustav Mahler: The Symphonies in Sequence. The Weill Music Institute, Carnegie Hall (2010). Дата обращения: 7 мая 2010. Архивировано из оригинала 12 мая 2012 года.
- Gustav Mahler 8 Symphonie. Universal Edition. Дата обращения: 16 мая 2010. Архивировано 12 мая 2012 года.
- Gustav Mahler: Works. Gustav Mahler 2010. Дата обращения: 9 мая 2010. Архивировано из оригинала 12 мая 2012 года.
- Heyworth, Peter. Otto Klemperer, His Life and Times, Volume 1 1885–1933 (англ.). — Cambridge, UK: Cambridge University Press, 1994. — ISBN 0-521-24293-2.
- Hoechst, Coit Roscoe. Faust in Music (неопр.). — Pittsburgh: University of Pittsburgh, 1916.
- Kennedy, Michael. Mahler (англ.). — Oxford, UK: Oxford University Press, 1990. — ISBN 0-460-12598-2.
- Kennedy, Michael[англ.]. Mahler's mass following (англ.) // The Spectator : magazine. — London, 2010. — 13 January.
- Langford, Samuel[англ.]. The Mahler Festival in Amsterdam (англ.) // The Musical Times : journal. — 1920. — 1 July.
- Long Yu, Artistic Director and Principal Conductor. The Chinese Embassy, Poland (2004). Дата обращения: 9 мая 2010. Архивировано 12 мая 2012 года.
- Mahler, Alma[англ.]. Gustav Mahler: Memories and letters (неопр.). — London: John Murray, 1968.
- Mahler's Symphonic Premieres. British Broadcasting Corporation (BBC). Дата обращения: 8 мая 2010. Архивировано 12 мая 2012 года.
- Mitchell, Donald. Gustav Mahler Volume II: The Wunderhorn Years: Chronicles and Commentaries (англ.). — London: Faber and Faber, 1975. — ISBN 0-571-10674-9.
- Mitchell, Donald. Gustav Mahler Volume III: Songs and Symphonies of Life and Death: Interpretations and Annotations (англ.). — London: Faber and Faber, 1985. — ISBN 0-571-13634-6.
- Mitchell, Donald. New Grove Dictionary of Music and Musicians Volume 11 (англ.) / Sadie, Stanley. — London: Macmillan, 1980. — P. 505—529. — ISBN 0-3333-23111.
- Mitchell, Donald. The Creating of the Eighth (in booklet accompanying DGG recording 445 843-2) (англ.). — Hamburg: Deutsch Grammophon, 1995.
- Seckerson, Edward. Mahler: Symphony No. 8 (англ.) // Gramophone : magazine. — London: Haymarket, 2005. — April. — P. 93.
- Olympic Arts Festival: Mahler's 8th Symphony. Australian Broadcast Corporation (2007). Дата обращения: 9 мая 2010. Архивировано 12 мая 2012 года.
- Quebec, March 15, 2008: Gustav Mahler's Symphony of a Thousand. Government of Canada (Quebec 2008) (2008). Дата обращения: 30 мая 2008. Архивировано из оригинала 6 июля 2011 года.
- Painter, Karen (ed.). Mahler and his world (неопр.). — Princeton, NJ: Princeton University Press, 2002. — ISBN 0-691-09244-3.
- Symphonie No 8 en Mi bémol majeur: Chronologie; Discographie: Commentaires (фр.). gustavmahler.net. Дата обращения: 24 апреля 2010. Архивировано 12 мая 2012 года.